# Eupithecia zela
Eupithecia zela là một loài bướm đêm trong họ Geometridae.